# Fotomosaik

Ein Fotomosaik des Blauen Pferdes I

Elfstedentocht-Denkmal (Fotomosaik) an einer Brücke bei Giekerk

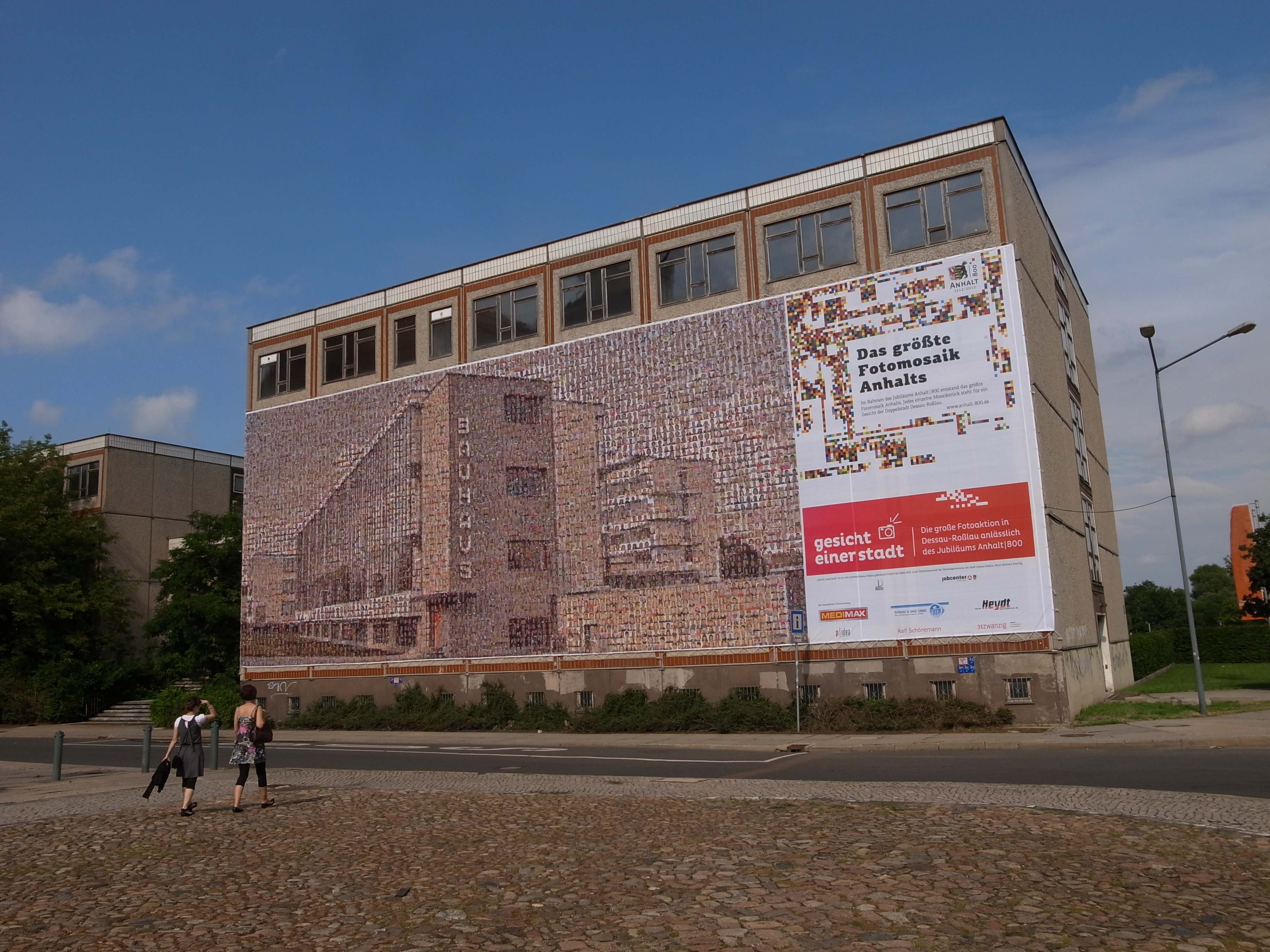
Fotomosaik 800 Jahre Anhalt mit dem Motiv vom Bauhaus Dessau

Ein Fotomosaik ist ein Bild, meist in Poster- bzw. Plakatgröße, das sich aus vielen kleinen Fotos zusammensetzt. Das Konzept ist angelehnt an die Technik des Mosaiks, bei der durch Zusammenfügen verschiedenfarbiger Teile ein Muster oder Bild entsteht. Von weitem betrachtet, verschmelzen die kleinen Bilder zu einem großen Gesamtbild. Das Erstellen von Fotomosaiks wird mit Computerprogrammen in kurzer Zeit ermöglicht.
Um ein Fotomosaik zu erstellen, sind zahlreiche Aspekte zu beachten. Hauptsächlich gilt es, die Größe der Einzelbilder im Verhältnis zum Gesamtbild zu berücksichtigen. Ein Einzelbild sollte dabei so groß sein, dass es noch gut und scharf erkennbar ist und der Effekt interessant wirkt. Gleichzeitig dürfen es nicht zu wenig, zu große Einzelbilder sein, damit das Hauptmotiv gut erkennbar bleibt.

## Begriff
Das Fotomosaik ist der neuzeitliche Nachfahr des Mosaiks. Das Mosaik ist ein Begriff aus der Kunst, der für die Technik des Zusammenfügens einzelner Teilchen steht. Es handelt sich um eine Flächendekoration. Hierfür werden Wandbilder oder Böden mit einzelnen, unterschiedlich farbigen Stückchen aus Ton, Holz, Stein, Glas oder ähnlichen Materialien verziert. Charakteristisch für das Mosaik ist, dass die Anordnung der Einzelteile so erfolgt, dass diese wiederum ein neues Bild oder Muster entstehen lassen. Der Begriff selbst leitet sich aus dem Spätlateinischen ab. Das Musaicum war ein den griechischen Musen gewidmetes Werk.

## Ursprung und Geschichte
Das ursprüngliche Mosaik ist bereits seit der Antike bekannt. Die Mosaikkunst gehört damit zu den ältesten Kunsttechniken. Vorläufer des Mosaiks wurden bereits 3000 Jahre v. Chr. angefertigt.  Etwa ab dem 8. Jahrhundert v. Chr. treten Kieselmosaike auf. Im 2. und 3. Jh. v. Chr. revolutionierten die  Griechen das Mosaik, indem sie Figuren und Bilder in ihre Mosaike einbanden. Erstmals wurden farbige Steinchen verwendet, die einheitlich zugeschnitten wurden. Diese geschnittenen Steine werden in der Mosaikkunst Tessera genannt.

## Die Weiterentwicklung zum Fotomosaik
Es ist naheliegend, dass sich eine über die Jahrtausende entwickelte und weitverbreitete Kunstrichtung weiterentwickelt. So ermöglichen Fotografie und Bildbearbeitung die Herstellung von Fotomosaiken in den 90er Jahren.
Die Besonderheit der Fotomosaike ist es, das die einzelnen „Steinchen“ selbst Fotos sind und Bildmotive enthalten. Es entsteht ein Bild aus vielen Bildern. Die nebeneinanderliegenden Bilder ergeben zusammen ein Hauptmotiv. Hierdurch entsteht für den Betrachter die Wirkung zweier Bildebenen. Wird das Fotomosaik mit Abstand betrachtet, ist lediglich das Hauptbild zu erkennen. Bei näherem Herantreten wird die zugrunde liegende Bildebene deutlich und die einzelnen Fotokacheln sichtbar.

## Fotomosaik-Techniken
Für die Erstellung eines Fotomosaiks gibt es aktuell drei Varianten:
1. Farbtonwert: Jede Fotokachel erhält einen Farbtonwert und wird zu einem Fotomosaik zusammengefügt.
2. Farbtonübereinstimmung: Die Einzelfotos werden entsprechend ihrer Farbgebung sortiert und zum Hauptbild zusammengesetzt.
3. Einfärbung: Die Kacheln werden mit der Farbe des Hauptfotos getönt und platziert.

## Anordnung der Bilder
Für die Anordnung der Einzelfotos in den Fotomosaiken gibt es zahlreiche Möglichkeiten. Vielschichtige Mosaikstrukturen sind für die menschliche Wahrnehmung jedoch angenehmer als einfache, klare Strukturen. Ein System aus verworren wirkender Platzierung der Fotokacheln hat sich durchgesetzt. Fotos im Hochformat und im Querformat wechseln sich bei dieser Variante wahllos ab.
Die nächst einfachere Anordnungsvariante ist die versetzte Struktur, bei der Einzelfotos horizontal verschoben platziert werden.

## Rechenbeispiel
Ausgehend von einem typischen Fotoformat (4:3) und einer Postergröße von zum Beispiel 60 cm × 45 cm ergibt sich folgender Zusammenhang:
Es werden 60 × 60 = 3600 Einzelbilder benötigt, um das Gesamtbild darzustellen. Dabei wird jedes Einzelbild 10 mm × 4,5 mm groß, wenn man auch bei den Einzelbildern von einem Bildverhältnis von 4:3 ausgeht. Verwendet man weniger Einzelbilder, erscheint das Hauptmotiv undeutlicher. Verwendet man ein kleineres Posterformat, werden die 3600 Einzelbilder sehr klein und bei üblichen Ausbelichtungsverfahren mit z. B. 300 ppi nicht mehr erkennbar. Das ist auch im obigen Beispiel des Ballonmosaiks der Fall.
Bei Freeware-Software wird im Allgemeinen das quadratische Zentrum des Fotos zugeschnitten, und die Ränder gehen verloren. Das kann bei vielen Motiven nachteilig sein. Sinnvoll sind Mosaikbilder erst ab einer Größe von 80 cm × 60 cm – optimal ab 100 cm × 70 cm o. ä. Dann ergeben sich bei ca. 1000–1200 Mosaiksteinen Einzelbildgrößen von 2 cm × 2 cm bis 3 cm × 3 cm. Diese sind dann auch auf Ausdrucken sehr gut erkennbar.